# Hohe Wand (Wienerwald)
Hohe Wand är en kulle i Österrike.   Den ligger i  förbundslandet Wien, i den östra delen av landet, 12 km väster om huvudstaden Wien. Toppen på Hohe Wand är 442 meter över havet, eller 6 meter över den omgivande terrängen. Bredden vid basen är 0,22 km.
Terrängen runt Hohe Wand är huvudsakligen kuperad, men åt sydost är den platt. Runt Hohe Wand är det mycket tätbefolkat, med 3 134 invånare per kvadratkilometer.. Närmaste större samhälle är Wien, 12,2 km öster om Hohe Wand. 
I omgivningarna runt Hohe Wand växer i huvudsak blandskog.